# Petrezselyem
| Energia 36 kcal 151 kJ |       |
| Szénhidrátok | 6.3 g |
| - Cukrok 0.9 g |       |
| - Étkezési rostok 3.3 g |       |
| Zsír | 0.8 g |
| Fehérje | 3.0 g |
| Tiamin (B1-vitamin) 0.1 mg | 9%    |
| Riboflavin (B2-vitamin) 0.2 mg                                                                                                  | 17%   |
| Niacin (B3-vitamin) 1.3 mg | 9%    |
| Pantoténsav (B5-vitamin) 0.4 mg                                                                                                 | 8%    |
| B6-vitamin 0.1 mg | 8%    |
| Folsav (B9-vitamin) 152 μg | 38%   |
| C-vitamin 133.0 mg | 160%  |
| Kalcium 138.0 mg | 14%   |
| Vas 6.2 mg | 48%   |
| Magnézium 50.0 mg | 14%   |
| Foszfor 58.0 mg | 8%    |
| Kálium 554 mg | 12%   |
| Cink 1.1 mg | 12%   |
| A százalékos értékek az amerikai felnőttek számára javasolt napi mennyiségre (RDA) vonatkoznak. Forrás: USDA tápanyag adatbázis |       |

A petrezselyem (Petroselinum) az ernyősvirágzatúak (Apiales) rendjébe, ezen belül a zellerfélék (Apiaceae) családjába tartozó nemzetség, amely kb. 60 cm magasra növő bokros gyógy- és fűszernövényeket tartalmaz. Gyakran fehérrépának is nevezik. 
Két alaptípusa van: a gyökér petrezselyem és a levélpetrezselyem, ez utóbbinak is két változata van: a fodros petrezselyem, ennek változata a molyhos petrezselyem. Három fajtáját egyesek külön fajoknak, míg mások egyazon faj, a Petroselinum crispum három változatának tekintik. Eredetileg Dél-Európában, a Földközi-tenger vidékén honos, azonban mára az egész világon elterjedt.
Néhány más növény népies nevében is benne van a petrezselyem szó, így a koriandert kínai petrezselyemnek vagy cigány petrezselyemnek, a turbolyát pedig édes petrezselyemnek is nevezik.

## Nevei
A petrezselyem név a latin petroselium szóból származik, mely a görög petrosz („kő”, „szikla”) és szelion („növény”) szavakból ered. A petrezselyem népies nevei: petrezselem, petrezsirom, petruska. A gyökérpetrezselymet helytelenül nevezik fehérrépának vagy egyszerűen gyökérnek is.

## Leírása
A petrezselyem kétéves növény: az első évben a lombja és gyökere fejlődik ki. A második évben magszárat fejleszt, annak a csúcsán ernyős virágzattal, amelyben kaszattermések érnek be.

### A petrezselyem részei
- A magvai: aprók, szürkésbarnák. Túlzott mértékű fogyasztásuk mérgező is lehet.
- A virágai: a második évben bontja, aprók.
- A levelei: fodrosak vagy simák, fogazott szélűek, világoszöldek, erőteljes friss fűszeres ízük van
- A szára: erőteljes, ehető
- A gyökere: a gyökérpetrezselyemnek fehér karógyökere van, ehető

## Rendszerezés
A nemzetségbe az alábbi 2 faj tartozik:
- Petroselinum crispum (Mill.) Fuss. - típusfaj
- Petroselinum segetum (L.) W.D.J.Koch

## Hatóanyagai
Illóolajat, karotint, C- és E-vitamint, ásványi sókat tartalmaz. Fogyasztása a szervezet számára különösen a téli hónapokban előnyös.
Gyógyhatása: A petrezselyem zöldje és gyökere egyaránt gyomorerősítő, vesetisztító, étvágygerjesztő hatású. Flavonoidokat is tartalmazó illóolaja gyulladáscsökkentő hatású.

## Termesztése
A petrezselymet kereskedelmi értékesítésre és konyhakertekben termesztik. Nincs nagy napfényigénye, gyümölcsfák alatt, szőlősorok között is megél, de érzékeny a talaj kiszáradására. A tápanyagdús, enyhén alkális, vízáteresztő talajt kedveli. Hidegtűrő növény, magját már korán tavasszal el lehet vetni. Cserépben, balkonládában is nevelhetjük.
Tavasztól késő őszig ültethető. Öntözzük gyakran. Télen takarjuk le fóliával. Lakásban is termeszthető. A petrezselyem nagyon érzékeny a rozsdagomba és bizonyos vírusok támadásával szemben. A magoknak nagyon hosszú időre van szükségük a kicsírázáshoz, eltarthat akár 6 hétig is. Gyorsabban megy, ha vetés előtt néhány órára langyos vízbe áztatjuk.
A leveleit igény szerint bármikor gyűjthetjük. A levelek vágását jól tűri.

## Felhasználása

### Levélzete
Frissen és szárított állapotban levesekhez, töltelékek, főzelékek, főtt és pirított burgonya, tojásételek, saláták ízesítésére, liba, kacsa, csirke sütésekor és ételek díszítésére használjuk. A már majdnem elkészült, de inkább a kész ételhez adjuk, mert nem csak aromáját, de vitamintartalmát is elveszíti főzés közben.
A sima levelű metélőpetrezselyem és a gyökérpetrezselyem leveléből készült gyógytea főleg a kiválasztórendszerre gyakorol jó hatást, segít a vese- és hólyagpanaszok megszüntetésében. A petrezselyemtea emésztést elősegítő, vízhajtó hatású. Segít a szövetekben felgyülemlett folyadék kihajtásában, valamint csontritkulás, ízületi gyulladás kezelésében. Sokak szerint étvágygerjesztő hatású. Készítése: 1 teáskanál levelet vagy negyed teáskanál magot forrázzunk le egy csésze vízzel, és a főzetet fogyasszuk naponta háromszor.
A petrezselyemlevél illóolaját felhasználja az élelmiszer-, kozmetika- és gyógyszeripar is. A petrezselyemlevelek elrágva légúttisztító hatásúak, és a fokhagymaszagot is semlegesítik.
A petrezselyem levelét szárítva vagy lefagyasztva tárolhatjuk.
Figyelem: terhesség idején, vagy gyomorfekély esetén ne használjuk orvosilag hatásos mennyiségben. A mérgező, vadon növő mérges ádáz (Aethusa cynapium) nevű növény ugyanúgy néz ki, mint a simalevelű metélőpetrezselyem vagy a gyökérpetrezselyem, ne tévesszük össze vele.

### Szára
A petrezselyem szára is ehető, aromája intenzívebb a levelekénél.

### Gyökere
A gyökérpetrezselyem gyökere a levélnyélnél kúpos, sima felületű, fűszeres illatú és ízű. Tápértéke kisebb, mint a pasztináké, és kevésbé gazdaságos, de sokféle alkalmazhatósága és levelének felhasználhatósága miatt az előbbinél kedveltebb. Leggyakrabban levesbetétként és salátákhoz használják.

### Magja
A magokat szárítsuk meg főzetek készítéséhez, vagy csíráztatás céljából.

## Kapcsolódó szócikk
- Natúr gyógyteák